# Tiempo de amar (álbum)
Tiempo de amar é um álbum de estúdio da boy band porto-riquenha Menudo, lançado em 1996. Estão presente no álbum os integrantes: Abel Talamántez, Alexis Grullón, Andy Blázquez e os novos membros Didier Hernández, de Cuba, e Anthony Galindo, da Venezuela. Didier e Anthony substituíram Ashley Ruiz e Ricky López, que decidiram deixar o grupo.
Este foi o último álbum gravado sob o nome Menudo. O criador, Edgardo Díaz, havia vendido o nome para uma empresa panamenha, então o nome do grupo foi alterado para MDO.

## Recepção crítica
Em relação as resenhas dos críticos especializados em música, a recepção foi favorável, com alguns críticos pontuando que o repertório representava um amadurecimento dos trabalhos anteriores do quinteto.
O crítico da revista Billboard afirmou que as melodias eram cativantes, e destacou as letras românticas e harmonias vocais. Pontuou que "Más y más", com um ritmo animado de pop/dance, "Buscando un amor", com influências de reggae, e a balada "Tiempo de amar" devem agradar especialmente o público feminino pré-adolescente.

## Desempenho comercial
O álbum rendeu dois sucessos nas rádios para o grupo, a saber: a música "No entiendo" atingiu a posição de número 9 na parada musical Latin Pop Airplay da revista Billboard, na qual permaneceu por nove semanas consecutivas. O single "Dónde está tu amor" repetiu o mesmo feito, atingiu a posição de número 9, e permaneceu oito semanas na lista.
O álbum obteve êxito comercial na Colômbia após um longo tempo de hiato do grupo no país.

## Lista de faixas
- Créditos adaptados do CD Tiempo de amar, de 1996.[8]

| N.º | Título                            | Compositor(es)                                                 | Cantor(es)       | Duração |  |
| 1.  | "Dónde está tu amor"              | Alejandro Jaén                                                 | Alexis Grullón   | 4:42    |  |
| 2.  | "Te amaré"                        | Alejandro Jaén                                                 | Alexis Grullón   | 3:33    |  |
| 3.  | "Tiempo de amar"                  | Remi Palacios, Joe B. Jacob                                    | Didier Hernández | 4:24    |  |
| 4.  | "No entiendo"                     | Gustavo Márquez                                                | Didier Hernández | 3:09    |  |
| 5.  | "He venido a pedirte perdón"      | Juan Gabriel                                                   | Alexis Grullón   | 4:38    |  |
| 6.  | "Buscando un amor"                | Alejandro Jaén, William Paz                                    | Abel Talamántez  | 3:24    |  |
| 7.  | "Bésame"                          | Alejandro Jaén, William Paz                                    | Andy Blázquez    | 3:37    |  |
| 8.  | "Solos tú y yo"                   | Alejandro Jaén, William Paz                                    | Andy Blázquez    | 3:32    |  |
| 9.  | "Más y más"                       | Fernando Osorio                                                | Anthony Galindo  | 3:21    |  |
| 10. | "Hablar de amor (Crossover Love)" | Fernando Osorio                                                | Didier Hernández | 4:12    |  |
| 11. | "Una limosna"                     | Samuel Sosa, Chico Amaral; Versão em Espanhol: Alejandro Jaén  | Anthony Galindo  | 3:28    |  |
| 12. | "Soy todo un enredo"              | Samuel Sosa, Chico Amaral; Versão em Espanhol: Andrés Blázquez | Abel Talamántez  | 3:03    |  |